# 巻き爪

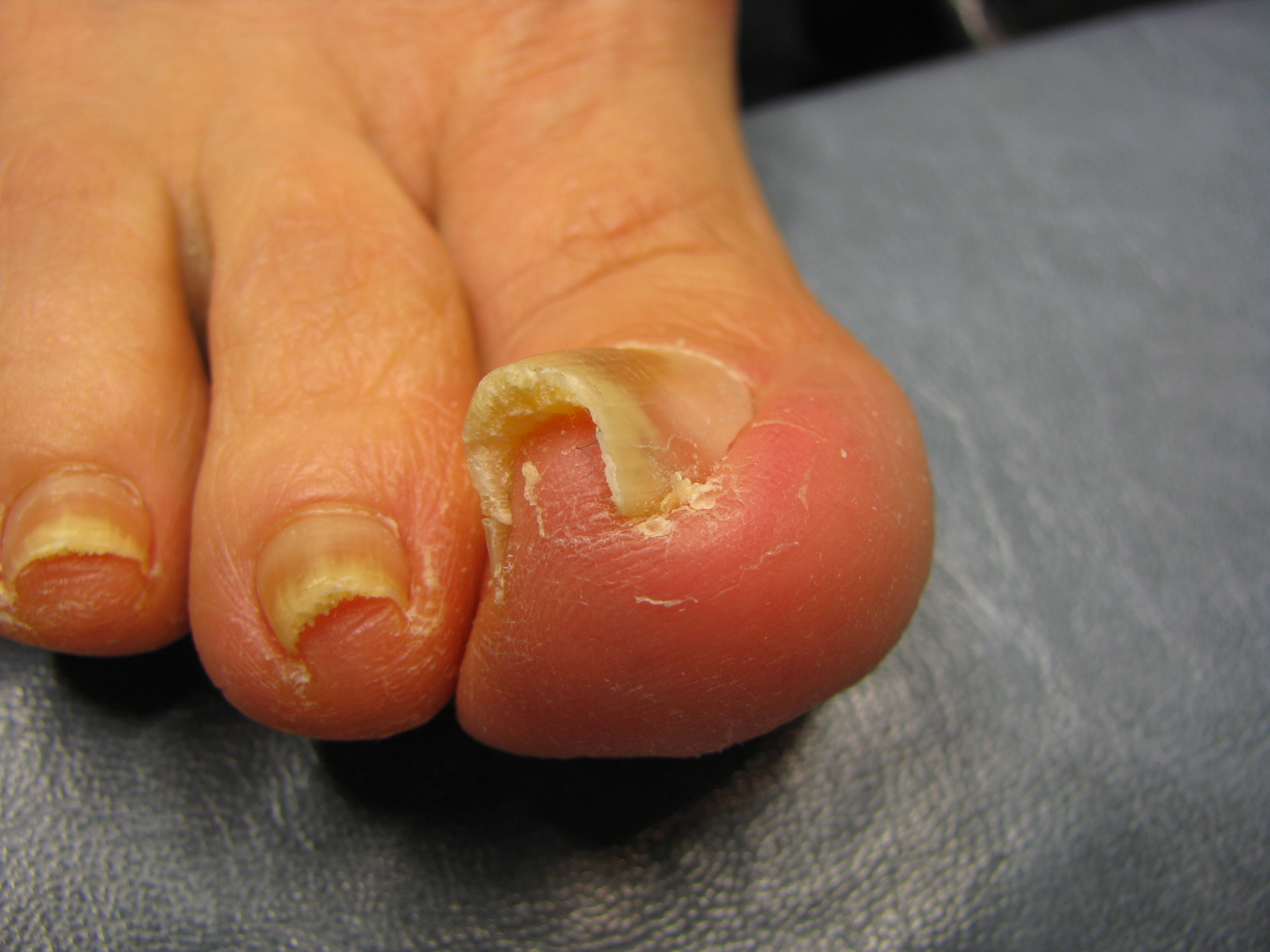
巻き爪になった足の親指

巻き爪（まきづめ、まきつめ）または彎曲爪（わんきょくそう）とは、爪甲の先端が内側に巻いたように変形し爪床を挟んだ状態。爪には自ずから巻く力があり、歩くことで逆に巻きを広げる力がかかる。巻き爪はこの均衡が崩れた結果であり、狭い靴や過体重など生活習慣も原因となることがある。従来は手術での治療であったが、21世紀には矯正器具による保存的治療法も増えた。
陥入爪は似た状態だが異なり、爪甲側縁が周囲の軟部組織に食い込み疼痛、炎症、肉芽形成、二次感染を引き起こした状態。ただ陥入爪と巻き爪の主な原因には共通する点があり並存することも多い。

## 症状
巻き爪の多くは母趾爪甲（足の親指の爪）に生じる。爪の彎曲が大きいと歩行時や運動時に物理的圧迫による疼痛を引き起こすことがある。ただし爪が強く湾曲していても、痛みや炎症がなければ治療の必要はない。

## 原因
巻き爪や陥入爪の原因には、物理的な外力（幅の狭い靴やハイヒールによる足趾への圧力、加齢や下肢麻痺に伴う歩行荷重の減少に伴う爪の支持組織の萎縮）、爪の切り方（深爪）、足の形（外反母趾）などである。従来は、窮屈な靴や過体重といった外からの圧力が原因とされてきたが、骨折のため歩行しない人でも巻き爪が見られる。爪には自ら巻く力がかかっており、歩行時にこれを逆に広げる力がかかるため、歩かないことで巻いてくることが考えられる。歩行時に爪を広げる力が働くのは、足指を地面に踏み込むと、地面から抗力を受け、その抗力が爪を広げるからである。また一定以上に爪が巻いてくると、歩行時の圧力も巻きを強めるように働いてしまう。
抗がん剤（分子標的治療薬等）の副作用が原因で、多趾に巻き爪や陥入爪が見られる場合もある。遺伝が原因ですべての足の指の爪が巻いていることがある。
爪切りにより、爪の変形が促されるため、過度な深爪切りは止める。ただし食い込んだ箇所の化膿、炎症に対しては対症療法（爪切除、デブリードマン）は行われるべきである。

## 治療
治療は従来は外科的な処置（手術）が一般的だったが、1999年に町田英一らがワイヤー（マチワイア）を使った矯正方法を紹介し、（対応できる病院では）保存的な爪矯正法が選択されることも増えた。保存的方法では難しい場合に手術が選択されることもある。2015年のガイドラインでは、最初にワイヤーなど保存的治療が優先されるが、質の高い研究による決定ではないため今後のランダム化比較試験などの研究が望まれるとされている。

### 矯正
ワイヤーや金属素材による巻き爪矯正の場合では、手術に比べ疼痛が少ない。自由診療となる。
下記以外にも、爪の両端にひっかける、先端にとりつけるタイプの爪矯正器具が2012年に考案されており、1週間以内に痛みがなくなった例が多い。自分で買うこともでき、10-15分の足湯をして爪を軟化させながら行う。
また器具を取り付け、同様に湯で軟化させる巻き爪ロボがあり、一度で爪の巻きをだいぶ緩和するが、爪白癬など諸条件では爪が割れることがある

#### ワイヤー式矯正
ワイヤー式矯正の種類も数種類あり、矯正器具の調整が必要なため通院と改善までの期間が必要になる。
超弾性ワイヤー法では爪の先端に穴をあけワイヤーを通すことで爪が広がるようにし、ほぼすべての種類の巻き爪に対応できる。多くは6か月から2年で再矯正を望む。
3TH-VHO方式では、ワイヤーを爪の両端に引っ掛け、中央でワイヤーを巻き上げて矯正する。VHOでは炎症がない場合、ほぼ万能に対応できる。爪の根元に対応しやすいが、爪の先端や厚い爪では効果が薄い。超弾性ワイヤー法と3TH-VHO方式は併用可能である。
無理に強い力を加えて短期間で症状を改善させようとすると、爪が割れたり爪根に疼痛を発生するなど悪影響を及ぼしてしまう点、未対応の症状が多い点、巻き爪の再発および再発の際の特殊変形の発生、矯正器具装着中の外観上の問題等のデメリットもある。

#### プレート式矯正
現在では形状記憶素材を用いた疼痛と外観上の問題点を改善させた巻き爪矯正法もある。外観上の問題点を改善させた矯正方法であり病院をはじめ治療院や整骨院・サロンなどで取り入れている所も増えている。
プレート式矯正においても種類が数種類ある。施術所も、単にプレートを貼付する施術所から治療や再発予防に力を入れている施術所、独自の術法を用いる等により様々な症状に対応できる施術所まで様々である。

### 手術
手術による治療では、激しい疼痛を伴う場合が多く、再発の確率も決して少なくはない。保険適用となり自己負担が軽減される。矯正等の保存療法に比べ、通院回数が少なく済む場合が多い。痛みを避けたい場合、外科的処置ではなく矯正の方が無難ではある。
爪幅が狭くなる、術後に痛みがある。爪幅を狭くすると以前より圧力がかかり、再び巻き始めたり、爪が厚くなることがあり高度な変形をきたすことがある。
また出血・化膿している場合は、手術はしないまでも最低限の外科的な処置は必要である。その場合は医師がいる施設での治療が必要となる。

### その他
爪がある程度広がっていれば歩行が爪を広げる圧力となり、ほかに過体重やハイヒールといった原因の是正が考えられる。
陥入爪を含む爪変形は、白癬菌の感染による爪水虫が原因となる場合があり、その際は先に爪水虫に対する治療を行う。
原因で書かれているように「爪には自ら巻く力がかかって」いる。この巻く力を緩和するため、爪の厚さを(爪やすり等で削って)薄くする方法がある。